# 桃花水母
桃花水母是笠水母科桃花水母属下物种的统称。这是一类生活在淡水中的水母，生命周期由无性繁殖（螅状体）和有性繁殖（水母体）阶段组成。

## 特征
淡水水母大多生活在与大型河流隔绝的小河沟、小水塘中，它的身体呈半球形，乳白色，半透明。桃花水母的伞缘有触手，按其长短和着生位置可分为数级，有4条辐管和1环管。不同品种的桃花水母生殖腺有绿、褐黄、红、黑等色。
桃花水母分为无性的螅状体（poppy）阶段和有性的水母体（medusa）阶段。螅状体通常长不超过3.0毫米，生长在底质固形物或水生生物体表面，因很难观察而对其了解有限。水母体的发育期约为30天，性成熟阶段伞径可达约20毫米。一般来说，人们提及的桃花水母主要指的是其水母体。

## 种类
目前已经公开发表的桃花水母共有12种，但公认的仅有3种，分别是索氏桃花水母、中华桃花水母和伊势桃花水母。其他种可能存在一定数量的同物异名。
以下为已发表的桃花水母：
- 索氏桃花水母（Craspedacusta sowerbii）
- 伊势桃花水母（Craspedacusta iseana）
- 中华桃花水母（Craspedacusta sinensis）
- 乐山桃花水母（Craspedacusta kuoi）
- 杭州桃花水母（Craspedacusta hangzhouensis）
- 信阳桃花水母（Craspedacusta xinyangensis）
- 四川桃花水母（Craspedacusta sichuanensis）
- 秭归桃花水母（Craspedacusta ziguinensis）
- 楚雄桃花水母（Craspedacusta chuxiongensis）
- 短手桃花水母（Craspedacusta brevinema）
- 宜昌桃花水母（Craspedacusta vovasi）

在中国由于生存环境受到破坏，宜昌桃花水母及四川桃花水母可能已经灭绝。而秭归桃花水母、短手桃花水母、乐山桃花水母、信阳桃花水母、中华桃花水母和楚雄桃花水母等六种桃花水母已被列为濒危级物种。 。

## 分布
桃花水母主要分布于温带地区。除了日本有伊势桃花水母外，欧洲、美洲、大洋洲、非洲和亚洲其他国家都有索氏桃花水母分布，其他桃花水母都分布在中国地区。